# 芬撒里爾
芬撒里爾（Fensalir），在北歐神話中，是女神弗麗嘉（Frigg）的在阿斯嘉特的居所，又名「霧海之宮」（Marsh Hall）。弗麗嘉是婚姻和家庭的守護神，她邀請恩愛的夫妻以及未婚的男女的靈魂到芬撒里爾宮中享受；這裡也是孩子靈魂的居所。